# Rudice (Polsko)
Rudice (polsky Rudzica, německy Riegersdorf) je vesnice v jižním Polsku ve Slezském vojvodství v okrese Bílsko-Bělá v gmině Jasenice. Leží na území Těšínského Slezska. V roce 2014 obec čítala 2 936 obyvatel a měla rozlohu 11,47 km².
Dějiny vesnice sahají do 13. století. Byla založena patrně v rámci německé kolonizace, první zmínka o ní (villa Rudgeri) pochází z listiny vratislavského biskupství vydané mezi lety 1295 až 1305. Podle polského historika Jerzyho Polaka nevznikl slovanský název Rudzica/Rudice zkomolením původního německého Rudgersdorfu (Rudgerova ves), ale je to samostatná odvozenina od "rudé barvy místní vody".
Po staletí byla Rudice v majetku šlechty, vystřídaly se zde rody Rudských, Sobků, Skrbenských z Hříště, Larischů a Poninských. V roce 1802 ji získala Těšínská komora. V rakouském sčítaní lidu z roku 1900 uvedlo 96,8 % obyvatel Rudice obcovací řeč polskou (včetně těšínského nářečí), 1,6 % německou a 0,8 % českou. 88,8 % se hlásilo ke katolictví, 10,7 % k evangelické církvi a 0,5 % k judaismu. Roku 1920 byla Rudice na základě rozhodnutí Konference velvyslanců připojena k Polsku. Na konci druhé světové války zde došlo k bojům mezi německou a sovětskou armádou a část zástavby, včetně kostela, byla poškozena.
K památkám Rudice patří barokní zámeček z poloviny 18. století a pozdně barokní katolický kostel Narození sv. Jana Křtitele z roku 1802. V severní části vesnice, směrem k Brúnovu, se nachází kaple svatého Vendelína postavená v roce 1876 u „zázračného“ pramene a vyzdobená obrazem, který sem přivezl jeden místní rodák z vojny v Tyrolsku. Tradiční pouť k Vendelínovi se koná 25. dubna. Další zajímavostí je Galerie strašáků založená v roce 1991 Florianem Kohutem. Na konci května nebo začátkem června se v Rudici pořádá Svátek strašáků.
Západní částí vesnice prochází okresní silnice (někdejší císařská silnice) spojující Jasenici s Chybami a Strumení. Její úsek mezi Rudicí a Chybami je lemován více než dvěma sty dubů, které byly v roce 1993 prohlášeny za přirodní památku.